# Якунов Євген Васильович
Євге́н Васи́льович Якуно́в (нар. 13 лютого 1954, м. Челябінськ, РРФСР, СРСР) — український журналіст і редактор. Заслужений журналіст України.

## Життєпис
Народився в Росії за Уралом, етнічний росіянин. Вищу освіту здобув на факультеті журналістики Київського державного університету імені Тараса Шевченка, який закінчив 1976 року.
Понад 30 років працював у газетній журналістиці — починав кореспондентом у районній газеті в смт Макарів на Київщині, за рік став там заступником редактора. Згодом обіймав посади в редакціях періодичних видань «Прапор комунізму/Київський вісник», «Вечірній Київ», понад 18 років — заступником, потім першим заступником головного редактора, у 1995—1999 роках головним редактором всеукраїнської щоденної газети «Киевские ведомости» (це було перше незалежне приватне акціонерне видання в Україні, виходило в світ з 1992 по 2010 рік і тривалий час очолювало рейтинг найпопулярніших ЗМІ країни). Згодом — головний редактор Головної редакції новинного сайту Українського національного інформаційного агентства «Укрінформ».
Живе в Києві. Захоплюється велосипедним туризмом, квітникарством.

## Творчість
Автор численних публікацій у пресі, політичний оглядач. Блогер на сайті Укрінформу, один з провідних його публіцистів. Спеціалізація — журналістські розслідування, резонансні статті.

## Громадська діяльність
Член журі творчих конкурсів, які проводить Національна спілка журналістів України (з 2015 р.).

## Нагороди
- Почесне звання «Заслужений журналіст України» (2004)[5].